# Tumorektomia
Tumorektomia (ang. tumorectomy) – zabieg chirurgiczny, polegający na usunięciu większości lub całości pierwotnego guza nowotworowego, z minimalnym usunięciem otaczającej, zdrowej tkanki.